# 장유진 (치어리더)
장유진(2007년 9월 20일 ~ )은 대한민국의 치어리더이다.

## 학력
- 잠일고등학교

## 경력
- 2023년 ~ 현재 수원 kt 소닉붐, 화성 IBK기업은행 알토스, 청주 KB 스타즈  응원단 치어리더
- 2024년 kt wiz 응원단 치어리더